# Synagogue de Bethlen tér
La Synagogue de Bethlen tér (en hongrois : Bethlen téri zsinagóga) est une synagogue située sur Bethlen Gábor tér, dans le quartier d'Erzsébetváros (7e arrondissement de Budapest).